# Грицькові книжки
«Грицькові книжки» — анімаційний фільм 1979 року Творчого об'єднання художньої мультиплікації студії Київнаукфільм, режисер — Єфрем Пружанський. За мотивами поеми Самуїла Маршака "Книжка про книжки".

## Сюжет
У школяра Грицька були книжки, які він не шанував і кривдив. Скінчилося все це тим, що книжки втекли від нечупари до бібліотеки... Як тепер бути Грицькові?

## Над мультфільмом працювали
- Режисер: Єфрем Пружанський
- Автор сценарію: Володимир Капустян
- Композитор: Мирослав Скорик
- Художник-постановник: Микола Чурилов
- Оператор: Анатолій Гаврилов
- Звукорежисер: Ізраїль Мойжес